# Північний Кебілі
Округ Північний Кебілі (араб. معتمدية قبلي الشمالية) — округ в Тунісі. Входить до складу вілаєту Кебілі. Адміністративний центр — м. Кебілі. Станом на 2014 рік в окрузі проживало 31854 мешканці, з яких 51% становили чоловіки та 49% — жінки. Межує на півночі з округом Сук-Ляхад, на півдні — з округом Південний Кебілі, на сході — з вілаєтом Габес.